# (1526) Mikkeli
(1526) Mikkeli est un astéroïde de la ceinture principale.

## Description
(1526) Mikkeli est un astéroïde de la ceinture principale. Il fut découvert le 7 octobre 1939 à Turku par Yrjö Väisälä. Il présente une orbite caractérisée par un demi-grand axe de 2,31 UA, une excentricité de 0,19 et une inclinaison de 6,2° par rapport à l'écliptique.

## Satellite
Le 28 janvier 2021, la découverte d'un satellite, d'un diamètre environ 5 fois plus petit que (1526) Mikkeli, est annoncée.

## Compléments